# Josephine Verstille Nivison
Josephine Verstille Nivison, nota anche con lo pseudonimo di Jo Hopper (New York, 18 marzo 1883 – 6 marzo 1968), è stata una pittrice statunitense.

## Biografia
Josephine, detta Jo, nasce in una famiglia di artisti. Eldorado Nivison è un pianista e professore di musica, la madre Mary Ann McGrath era una donna affettuosa e con una visione moderna dell'educazione dei figli, in cui il rispetto della personalità era centrale per una crescita armoniosa. Jo fu la secondogenita di tre figli, il primogenito morì durante l'infanzia, poco dopo la nascita di Josephine. Il fratello più giovane, Charlese nato un anno dopo (8 dicembre 1884) ebbe una vita piuttosto difficile e finì alcolizzato.
La ragazza cresce in ambiente poco stabile. La famiglia cambia spesso di domicilio, pur restando sempre a New York, e Josephine trova rifugio nella lettura. Il padre la stimola a studiare danza, francese (lingua della nonna paterna) e arte. 
Nell 1900 s'iscrive al Normal College of the City of New York (ora Hunter College), un'istituzione per donne. Non si distingue a livello accademico anche perché due anni di malattia la costringono a numerose assenze. Riesce comunque a ottenere il suo Bachelor of Arts nel 1904. Studia anche latino per cinque anni, e francese per sei, con particolare attenzione alla letteratura e alla filosofia (Molière, Honoré de Balzac, Michel de Montaigne e Cartesio). La sua passione per la lettura la spinge ad approfondire la letteratura inglese con particolare interesse per William Shakespeare, John Milton e William Wordsworth. Il suo desiderio di sapere la porterà a studiare storia americana, psicologia e scienza dell'educazione. È nelle attività extracurriculari che Jo scopre di avere talento, dedicandosi al teatro e disegnando per due giornali universitari, l'Echo e il Wistarion.
Nel 1905, alla New York School of Art, incontra Robert Henri, professore di Edward Hopper che diventerà suo marito. Nel 1906 Henri realizza un famoso ritratto intitolato The Art Student. A febbraio di quell'anno, Nivison inizia la sua carriera d'insegnante nella scuola pubblica. Nel decennio successivo si mantiene con l'insegnamento, ma non abbandona mai l'arte; resta in contatto con Henri e molti altri artisti del suo tempo. 
Nel 1907 viaggia in Europa con Henri e alcuni dei suoi studenti. Nel 1914 espone per la prima volta in una mostra collettiva alla Daniel Gallery di New York insieme a Man Ray, Stuart Davis, Preston Dickinson, Samuel Halpert, William Zorach e Charles Demuth.
Negli anni successivi, lavora anche come attrice con i Washington Square Players, una compagnia teatrale che avrà vita breve ma che sarà alla base della nascita del Theatre Guild. Inoltre si adopera come infermiera per aiutare i reduci della prima guerra mondiale. Nei periodi estivi ama recarsi nel New England e dipingere con altri artisti praticando l'acquerello. Nel 1923 si recs a Gloucester dove incontra nuovamente Edward Hopper. Al rientro a New York, i due iniziano a frequentarsi assiduamente ed è proprio lei, in occasione dell'esposizione dei suoi acquarelli presso la mostra "A Group Exhibition of Water Color Paintings, Pastels, Drawings and Sculpture by American and European Artists", a chiedere al Brooklyn Museum di includere anche le opere di Hopper. 
Espone le sue opere insieme ad artisti come Georgia O'Keeffe e John Singer Sargent.

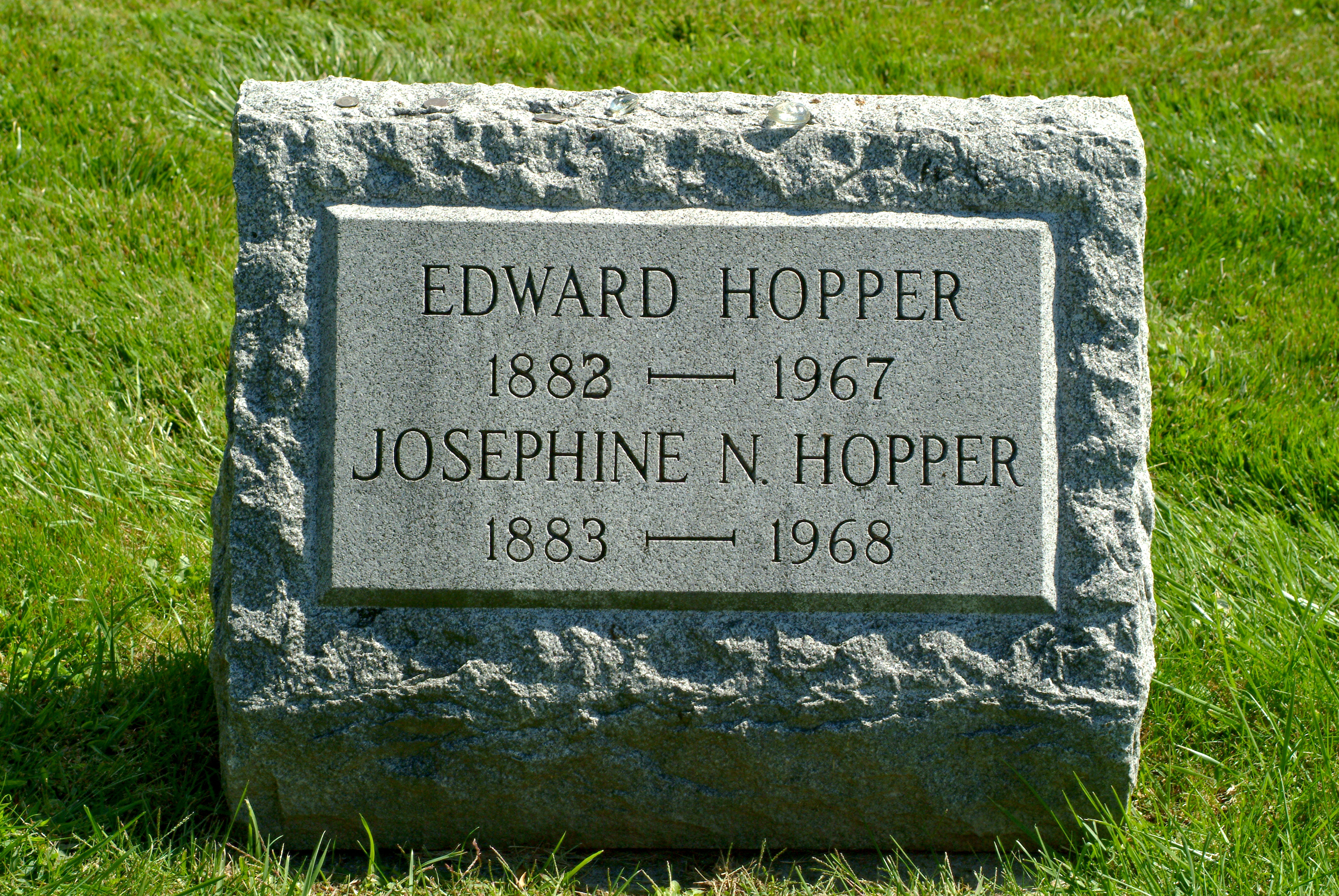
Lastra funebre di Edward e Josephine Hopper, Cimitero di Nyack

La coppia si sposò il 9 luglio 1924. La Nivison scriverà oltre sessanta diari che saranno anche una delle fonti principali per lo studio di Hopper. In questi diari è più volte riportato il loro difficile rapporto di coppia. Hopper era infatti insofferente al desiderio artistico e a quello d'indipendenza della moglie, un atteggiamento che non corrispondeva allo stereotipo dell'epoca. Lentamente la Nivison smetterà di dipingere per dedicarsi sempre di più al marito, diventando anche l'unica modella per i suoi dipinti. Moriranno a meno di un anno l'uno dall'altra, senza eredi e verranno sepolti nel cimitero di Nyack. La Nivison lascerà tutte le sue opere e quelle del marito al Whitney Museum of American Art.

## Opere

### Acquerelli (parziale)
- Pink House (1925)
- Railroad gates (Passaggio a livello) - 1928
- Gloucester roofs (1928)
- Striped tents (Tende a strisce) - 1928
- House in Provincetown (Casa a Provincetown) - 1930
- Steeple and rooftops (Campanile e tetti) - 1930